# 牧民新歌
《牧民新歌》簡廣易創作的笛子獨奏曲，新派笛子代表樂曲之一，以E調曲笛吹奏，配以小型中樂團伴奏。以內蒙古伊克昭盟民歌音調為素材，並運用了蒙古音樂常用的羽調式。

## 結構
1. 引子（散板，遼濶地）：模仿蒙古長調民歌的特色，運用了三度裝飾音、散板節奏和泛音等技巧。以弓弦樂器的顫弓和撥弦樂器的滾奏作伴奏，表現一望無際的大草原和牧場上生機勃勃的景象。
2. 慢板（慢速，深情地）：樂曲的主題出現。以馬鈴和木魚模仿悠閒的馬蹄聲。旋律加入富蒙古特色的二度、三度或以上的顫音和打音，表現牧民悠然騎在緩行的馬上。贊美家鄉和新生活。
3. 小快板（稍快，跳躍地）：表現蒙古短調民歌明快節奏的特點。以笛子跳躍的吐音演奏，馬鈴和木魚的伴奏。描繪牧民策馬馳聘的歡樂情景。
4. 廣濶的快板（自豪地）：節奏放寬，旋律舒展，後半部短暫離開羽調式，變成宫調式，表達牧民們對社會主義的歌頌。
5. 熱烈的急板（更熱烈地）：回到羽調式，情緒更加高漲。運用了花舌、吐音、飛指等技巧，在強烈的節奏音型襯托下，旋律更加急驟，在高潮中結束全曲。形象的模擬駿馬的嘶鳴聲，進一步的渲染了一望無邊的草原上人歡馬叫的熱烈氣氛。

## 伴奏樂器
- 笙
- 揚琴
- 中阮
- 三弦
- 木魚
- 馬鈴
- 二胡
- 中胡
- 大提琴或革胡